# Pyramide de Khendjer
La pyramide de Khendjer est de type à faces lisses et se situe à Saqqarah.
Le monument a été fouillé entre 1929 et 1931 par Gustave Jéquier. Le complexe est fortement ruiné et il ne reste de la pyramide qu'un petit massif de briques, les infrastructures de la pyramide principale et de la petite pyramide ainsi que les fondations de deux enceintes, une en pierre et l'autre en briques. Le temple funéraire et une petite chapelle n'ont laissé que quelques traces, le temple de la vallée n'a jamais été retrouvé.

## Architecture

### Le complexe funéraire

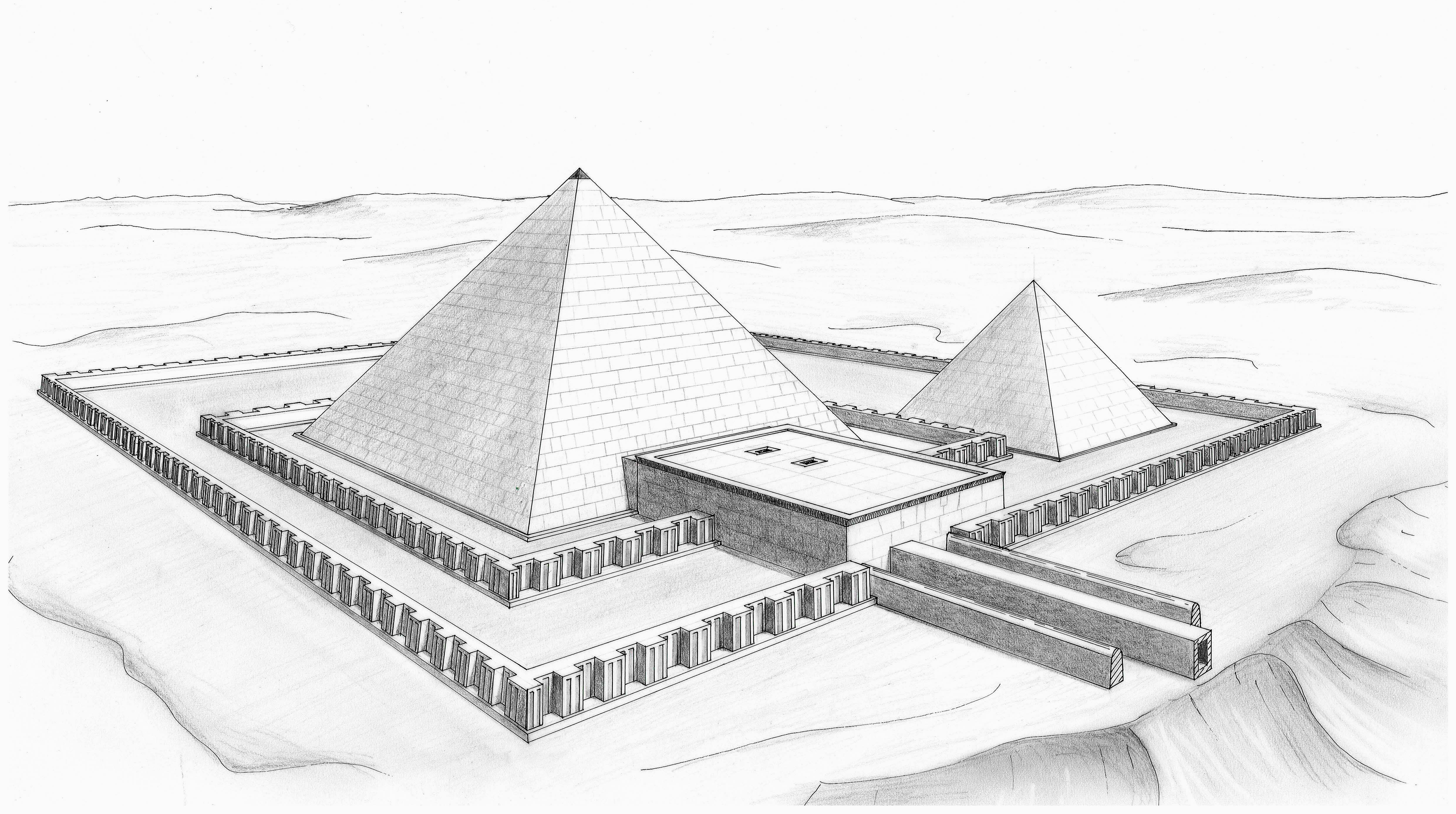
Vue du complexe funéraire de Khendjer (reconstitution du projet originel) (dessin : Franck Monnier)

La pyramide était entourée d'un premier mur d'enceinte à redans en pierre et d'un deuxième mur d'enceinte en briques, sans doute à redans lui aussi. Le complexe de Sésostris III, souverain de la XIIe dynastie était ainsi composée de deux enceintes à redans, une en pierre et l'autre en briques.
Une petite chapelle funéraire était accolée à la face nord de la pyramide ainsi qu'un temple funéraire sur la face est, délimité par la seconde enceinte. Une petite pyramide était située dans l'angle nord-est entre la première et la deuxième enceinte.

### La pyramide

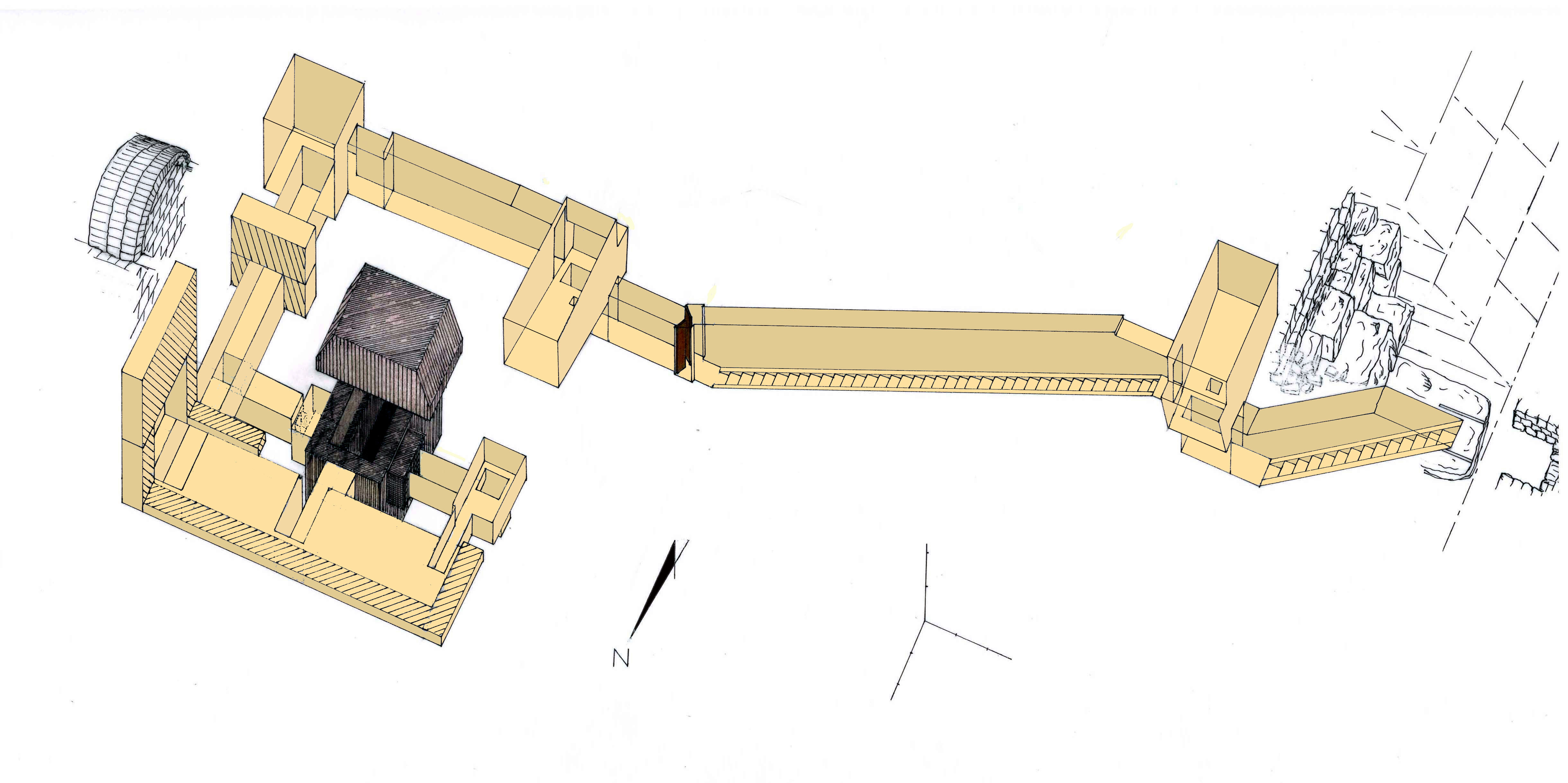
Appartements funéraires de la pyramide de Khendjer (dessin : Franck Monnier)

La pyramide devait avoir, avec son revêtement, une base de 52,50 mètres, une hauteur de 37,35 mètres et une inclinaison de 55°. Elle était surmontée par un pyramidion de granit noir, pyramidion visible aujourd'hui au Musée du Caire.
L'entrée des souterrains était située sous le parement de la face ouest. Un premier escalier aboutit à un premier système de fermeture avec herse. Cette dernière est encore dans son logement d'attente malgré la pente du sol qui devait lui permettre de glisser et de clôturer le passage. Ensuite, un deuxième escalier aboutit à une porte à deux battants ouvrant sur un palier horizontal, palier donnant sur un deuxième système de fermeture avec herse qui n'a pas non plus fonctionné. Le palier suivant mène à une antichambre dont l'accès à un couloir était dissimulé sous le dallage du sol. Ce couloir permet d'accéder au caveau qui est un monolithe de quartzite pesant une soixantaine de tonnes, évidé de manière à le compartimenter : le cercueil, la caisse à canopes et l'emplacement pour le mobilier funéraire.

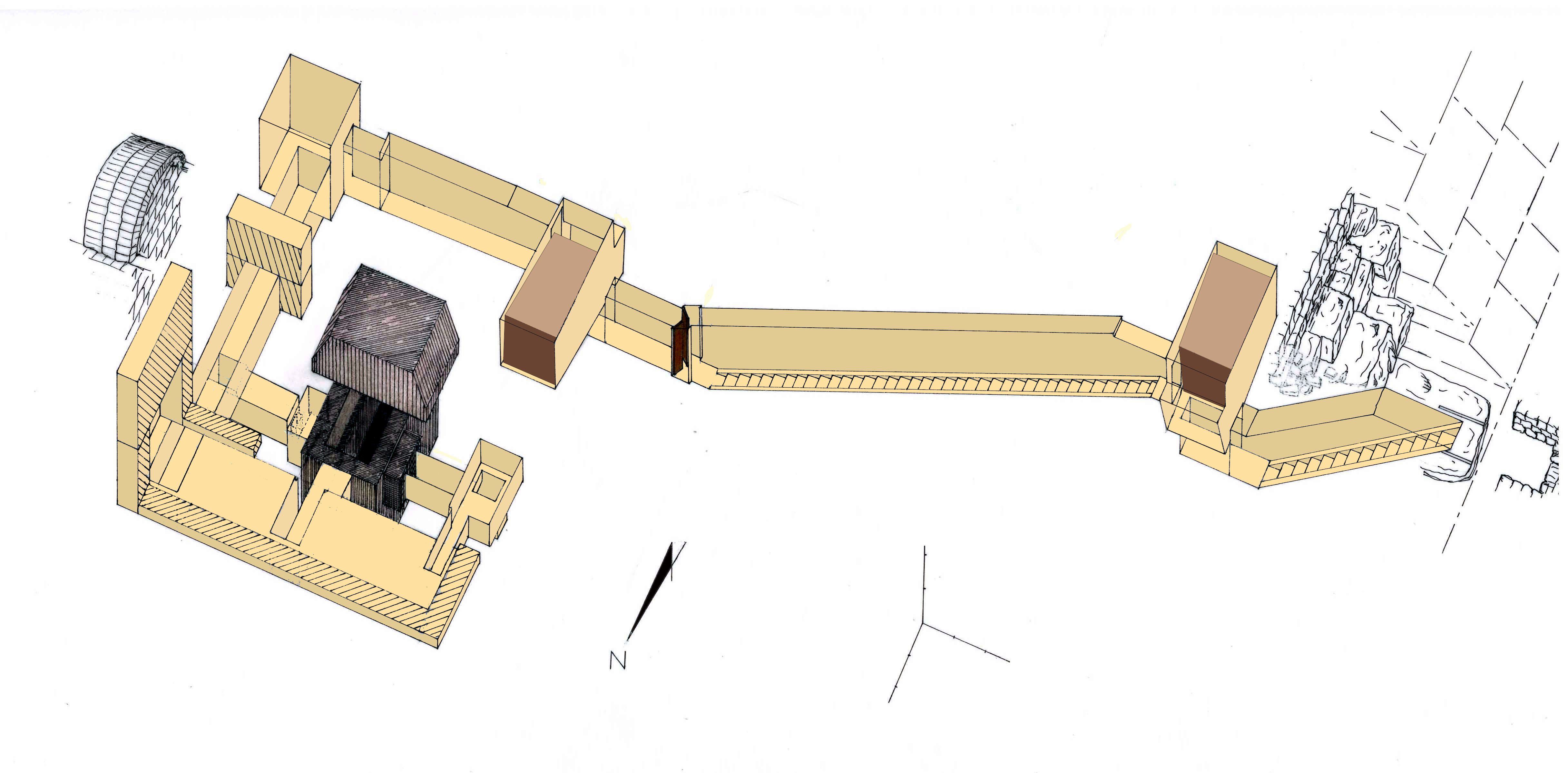
Appartements funéraires de la pyramide de Khendjer tels qu'ils ont été découverts (dessin : Franck Monnier)

Le caveau était scellé par un ingénieux système de fermeture aussi présent à la pyramide de Hawara, à la pyramide inachevée de Saqqarah sud ainsi qu'à la pyramide sud de Mazghouna. Le couvercle du sarcophage était en attente, posé sur deux blocs de pierre, eux-mêmes posés sur deux coussins de sable. Il suffisait de retirer le sable pour abaisser le couvercle. Il a été trouvé vide, la pyramide ayant été pillée dès la plus haute antiquité.

### La petite pyramide

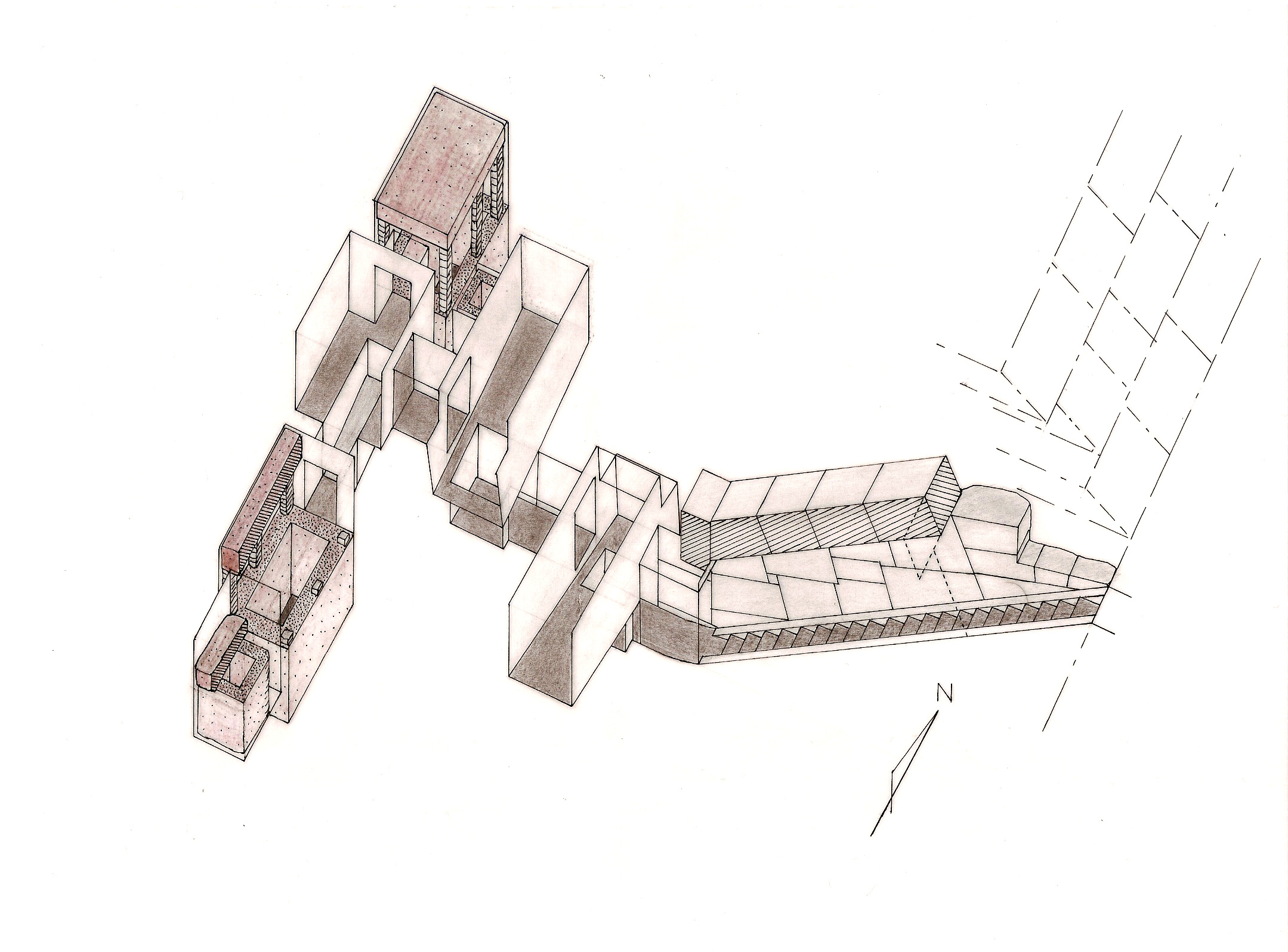
Appartements funéraires de la petite pyramide (dessin : Franck Monnier)

L'entrée était située sous le parement de la face est. Les souterrains comportaient deux herses dont la mise en œuvre était similaire à celles de la pyramide de Khendjer. Elles scellaient l'accès à deux caveaux qui n'ont jamais été occupés, les couvercles des sarcophages étant encore dans leur position d'attente.

### Particularités du complexe funéraire
- Le système de fermeture, très élaboré, du sarcophage de la pyramide ;
- Les systèmes de fermeture avec herses ;
- Le pyramidion en granit noir découvert et reconstitué par Gustave Jéquier ;
- Les murs d'enceintes à redans, typiques des complexes funéraires du Moyen Empire.